# Geometroidea
Super-famille
Synonymes
- Uranioidea Blanchard, 1845

Familles de rang inférieur
- Sematuridae Guenée, 1858
- Pseudobistonidae Minet, Rajaei & Stüning, 2015
- Epicopeiidae Swinhoe, 1892
- Uraniidae Leach, 1815
- Geometridae Leach, 1815

Les Geometroidea sont une super-famille de l'ordre des lépidoptères (papillons), qui comprend près de 24 000 espèces. 
Elle regroupe les cinq familles suivantes : 
- Sematuridae Guenée, 1858
- Pseudobistonidae Minet, Rajaei & Stüning, 2015
- Epicopeiidae Swinhoe, 1892
- Uraniidae Leach, 1815
- Geometridae Leach, 1815

Une analyse génétique fut réalisée par Heikkila et al. en 2015. Les auteurs de l'étude n'incluaient pas la famille Pseudobistonidae dans leur échantillonnage de taxons, mais citent l'étude de Rajaei et al. qui place Pseudobistonidae comme groupe frère des Epicopeiidae.
Ces deux études aboutissent ainsi au cladogramme ci-dessous :

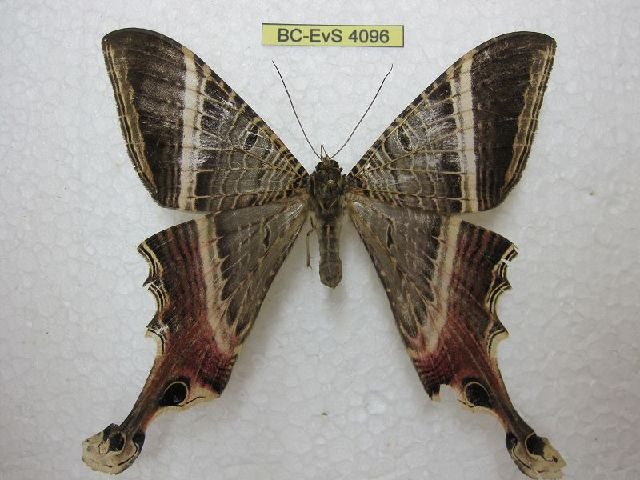
Sematuridae Sematura diana
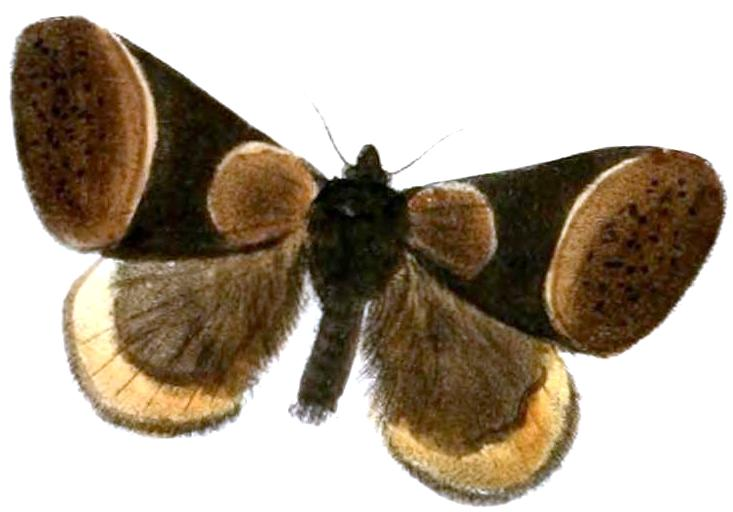
Pseudobistonidae Heracula discivitta
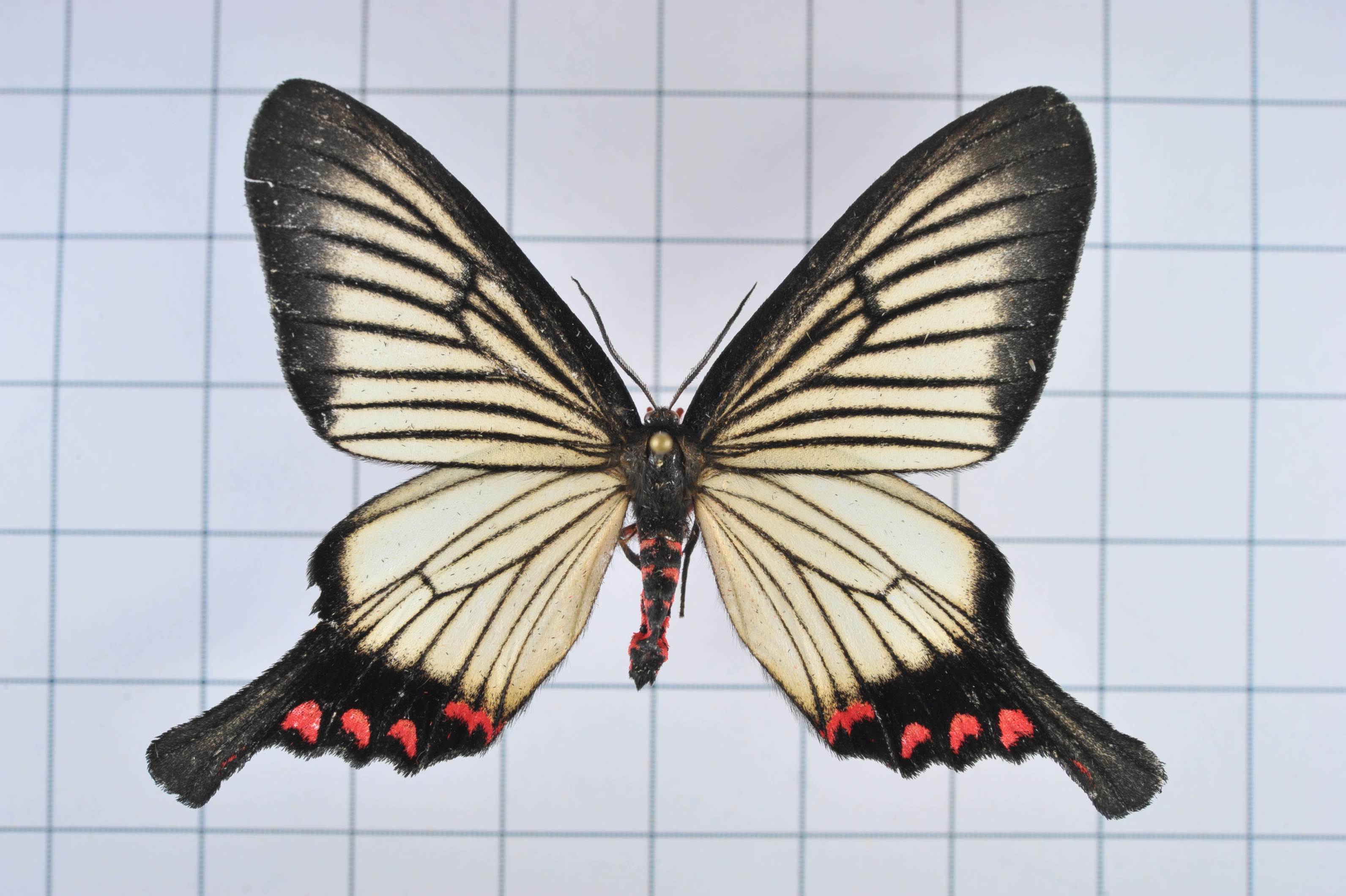
Epicopeiidae Epicopeia hainesii
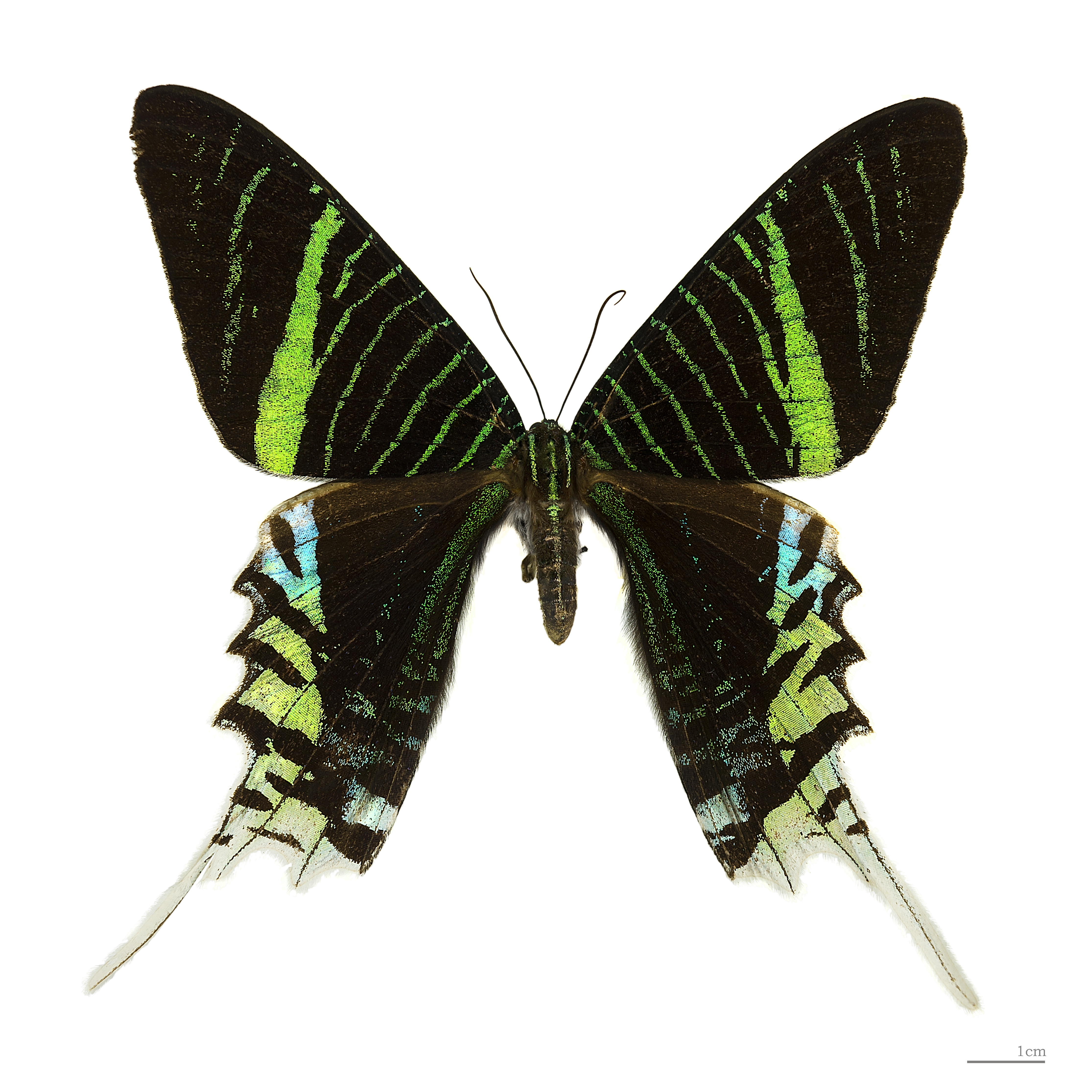
Uraniidae Urania leilus
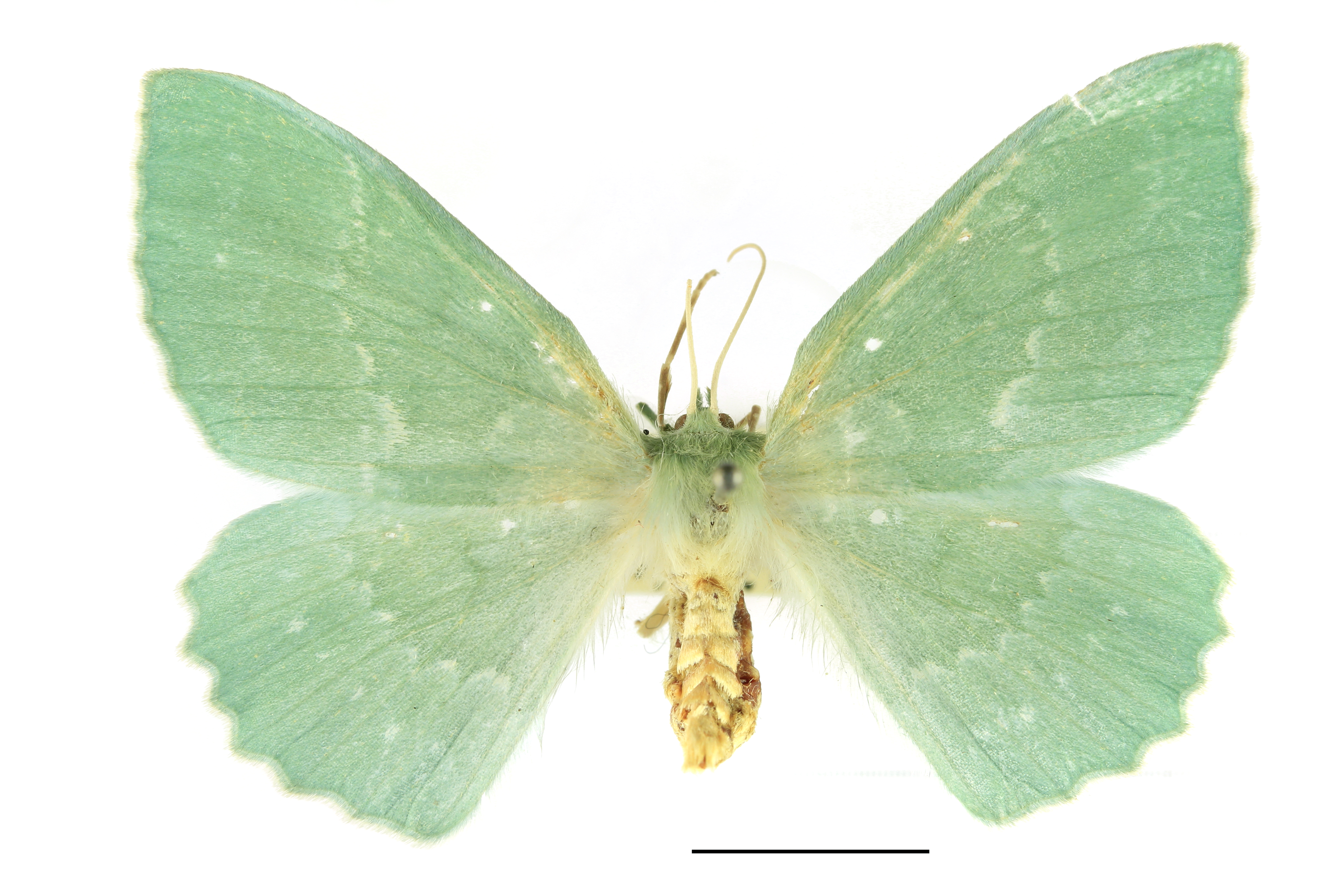
Geometridae Geometra papilionaria

|  | Sematuridae                                                       |
|  |                                                                   |
|  | \| \| Pseudobistonidae \| \| \| \| \| \| Epicopeiidae \| \| \| \| |
|  |                                                                   |
|  | Pseudobistonidae                                                  |
|  |                                                                   |
|  | Epicopeiidae                                                      |
|  |                                                                   |

|  | Pseudobistonidae |
|  |                  |
|  | Epicopeiidae     |
|  |                  |

|  | Uraniidae   |
|  |             |
|  | Geometridae |
|  |             |

|  | Sematuridae                                                       |
|  |                                                                   |
|  | \| \| Pseudobistonidae \| \| \| \| \| \| Epicopeiidae \| \| \| \| |
|  |                                                                   |
|  | Pseudobistonidae                                                  |
|  |                                                                   |
|  | Epicopeiidae                                                      |
|  |                                                                   |

|  | Pseudobistonidae |
|  |                  |
|  | Epicopeiidae     |
|  |                  |

|  | Uraniidae   |
|  |             |
|  | Geometridae |
|  |             |

- Sematuridae
Sematura diana
- Pseudobistonidae
Heracula discivitta
- Epicopeiidae
Epicopeia hainesii
- Uraniidae
Urania leilus
- Geometridae
Geometra papilionaria